# José Luis Bollea
José Luis Ramón Bollea (Rosario, 30 de julio de 1942 - ibídem, 1 de marzo de 2010) fue un cantante, arreglador, director musical y compositor argentino.

## Biografía
En 1959, con 17 años de edad, ingresó en el elenco del Coro Estable de Rosario, bajo la dirección del maestro Cristián Hernández Larguía (1921-2016). Cuando terminó la escuela secundaria, ingresó en la Escuela Superior de Música, dependiente de la Universidad Nacional de Rosario.
En 1962 fue uno de los integrantes fundadores del conjunto Pro Música de Rosario y el Grupo de Música para Niños, bajo la dirección de Hernández Larguía. Para ellos grabó —con su interesante voz de barítono bajo— varios LP dedicados a la música del Medioevo, el renacimiento y el barroco europeos, y de música para niños, con cuyos discos crecieron varias generaciones, y en los que participó también como arreglador.
Representó al oso en El oso y el osito, fue el fagot de La orquesta y el protagonista masculino de El romance del enamorado y la muerte. También en 1962 fundó y fue arreglador del cuarteto vocal Good News, el cual cantaba principalmente "negro spirituals".
En 1968 formó la agrupación vocal Canto 4, con Marta Elena Carranza, Mito Sparn y Guingo Sylwán. En noviembre de 1969, entre las continuas giras, hicieron un exitoso recital en el estadio Luna Park de Buenos Aires.
Con Alicia Álvarez, Carlos Silnik, Mito Sparn y Horacio Sturam conformó la agrupación vocal Canto Libre. En junio de 1973 estrenan la Crónica cantada sobre La Forestal, con letra de Rafael Ielpi (basado en el libro La Forestal de Gastón Gori), música de José Luis Bollea, montaje audiovisual y material fotográfico de Rubén Naranjo, y Carlos Jorge en los parlamentos, que se estrena en la sala Corchos y Corcheas. La obra resume los crímenes de la empresa británica The Forestal Land, Timber and Railways Company Limited (que tuvo en sus manos el monopolio de la explotación del quebracho colorado en el Chaco santafesino), y la Historia de los primeros movimientos obreros en la Argentina de los años 1919 a 1921. En enero de 1984 esta ópera musical —con el nombre La Forestal (crónica cantada): un hachazo a la dignidad del hombre— se grabará en un LP, con nuevos arreglos del pianista Jorge Cánepa e interpretada por el cantante Enrique Llopis.
En marzo de 1980, o bien entre 1967 y 1970 (según Liliana Herrero), formó el grupo Contrapunto de Tres, con Mito Sparn y Liliana Herrero (a quien convocó a través de su amigo en común Alfredo Llusá, y que integraba un grupo musical por primera vez en su vida),
con los que grabaron un disco. En esa época compuso la música de canciones, cuya letra producía el poeta y periodista Raúl Acosta.
A fines de 1980, en plena dictadura militar (1976-1983), Bollea se mudó a la ciudad de General Roca (en la provincia de Río Negro), y mantuvo una intensa actividad en la ciudad de Neuquén (45 km al oeste).
En 1981 fundó y dirigió el Coro Promúsica de Roca (hasta 1985) y el grupo vocal Nuestro Canto, que integraban Pablo Fariña, Alicia Gandolfi,
Ricardo La Sala, Miriam López y Hugo Villegas.
Viviría en la región patagónica durante más de veinte años, repartidos entre las ciudades de Neuquén y General Roca, donde trabajó de manera obstinada en la formación de grupos vocales que hicieron historia en la región.
Integró la «versión neuquina» del grupo folclórico Sanampay (fundado originalmente en México por Naldo Labrín en los años setenta) junto a
los hermanos Gabriel y Fabián Henríquez, Naldo Labrín, Ricardo La Sala, Carlos Muñoz y Silvina Tabbush.
Bollea fue director musical y arreglador del grupo folclórico Pedregal, que integraban Julio Carmona, Mary Sol del Hierro, Marcela Laría, Eduardo Lozano, Dino Maugeri y
Mirta Tasat.
En 1986 fue nombrado director del recién creado Coro de la Provincia del Neuquén, con el que recorrió Argentina. En esa época compuso la música de la cantata Scheypuquiñ y Juan, memoria cantada, que narra la relación entre una princesa mapuche y el lingüista croata Juan Benigar. Los textos de la cantata pertenecen al poeta y escritor Carlos H. Herrera. En 1988, esta obra ganó el Primer Premio Federal de la Caja Nacional de Ahorro y Seguro en Buenos Aires.
En 1991 cantó en Con Pablo en Isla Negra. Desde 1993 organizó en Neuquén los Encuentros Permanentes de Coros. En 1996 cantó obras de Bach, Monteverdi y Brahms con la Orquesta Municipal de Cámara de Neuquén.
En 2000 y 2001 cantó con la Nueva Orquesta de Cámara del Neuquén en la ciudad capital y en la Semana de la Música en Villa La Angostura. En 2002 presentó un espectáculo dedicado a la música negra de Estados Unidos llamado Spirituals, Blues, & Co, acompañado por la banda Especial de Medianoche.
En 2006 sufrió un ataque cerebrovascular (ACV) que lo obligó a disminuir su intenso ritmo de trabajo. A principios de 2009, el músico y director Juan Carlos Chillón lo remplazó al frente del coro provincial. Decidió volverse a la ciudad de Roca, donde vivía una de sus hijas.

Mientras estuvo en Roca muchos amigos de toda la vida pudieron acercarse a saludarlo. Y nosotros sabemos que no era fácil porque siempre fue un tipo muy altivo y muy activo, y era difícil verlo en sillas de ruedas.
Mercedes Bollea, hija del músico

En noviembre de 2009 volvió a sufrir otro ataque cerebrovascular (ACV), por lo que debió ser trasladado a Rosario, donde a lo largo de cuatro meses sufrió dos neumonías y finalmente, el 1 de marzo de 2010, falleció de un paro cardiorrespiratorio a los 67 años. Sus restos fueron cremados y sus cenizas esparcidas en las bardas del río Negro.

## Vida privada
Estaba casado con Marta Elena, con quien tuvo dos hijas, un hijo y varios nietos y nietas.